# Morchellium argus
Morchellium argus är en sjöpungsart som först beskrevs av Milne-Edwards 1841.  Morchellium argus ingår i släktet Morchellium och familjen klumpsjöpungar. Inga underarter finns listade i Catalogue of Life.